# 高育仁
高育仁（1934年8月30日—），臺灣本土政治人物、執業律師，臺南市佳里區人，台大法律系畢業，為前代理臺南縣長高錦德之子、前立法委員高思博之父、現任中國國民黨主席朱立倫的岳父，現任二十一世紀基金會董事長，曾任臺南縣縣長、臺灣省議會議長、中視董事長、中國人權協會理事長、立法委員、中華民國三三企業交流會常務監事、毒品危害防制協會理事長。

## 早年生平
昭和九年（1934年）8月30日，高育仁生於北門郡佳里街番仔寮。父親高錦德，畢業於東京帝國大學財經所，曾任佳里街協議員、皇民奉公會佳里分會生活部長。昭和十六年（1941年）4月，高育仁入番仔寮公學校，並在學四年。:3二次大戰後，高育仁接受一年小學教育，由於就讀長榮中學的兄長得知國小五年級可考初中，遂幫高育仁報考。並於1946年9月入台南市長榮中學初中部。:4升高中時因兄長就讀台南一中，遂考入台南一中。在決定大學科系時，原本對政治系有興趣，但受到父親影響決定唸法律系，:61952年進入台灣大學法律系。:7
在臺北唸大學時，高育仁即時常在台北火車站目睹因「叛亂」而被槍決的名單。:7也上過彭明敏跟殷海光的課。:8台大畢業後，高育仁服役時擔任軍法官，:9也考上司法官。:10高育仁在軍隊中加入國民黨。:17
之後高育仁於1961年出任台灣新竹地方法院推事，並通過公務人員高考司法官及外交官考試及格。在被外交部借調時擔任條約司國際關係科科員，:121962年離職。1964年，高育仁在台南開設律師事務所。:15
當時高育仁的大學同學、時任台灣省議員的張文獻在省議員任滿後，為爭取臺南縣長提名。而放棄競選第四屆省議員選舉，並推薦臺大法律系同學高育仁參選第四屆省議員選舉。:39-40在朋友鼓勵下，高育仁決定參選第四屆省議員選舉，再獲得黨的提名後參加選舉。然而一度受到地方黨部的打壓，:19最後在1968年，當選第四屆台灣省議員。

## 臺南縣縣長
張文獻在出任國民黨第三組總幹事後，積極經營省黨部人脈已期獲得國民黨提名。唯國民黨在時任縣長劉博文爆發六甲農地案後，採取放棄派系政策，並未提名被視為「山派」的張文獻。最終提名派系較不明顯的高育仁參選第七屆臺南縣縣長，張文獻後轉戰立法委員。:39-40
1972年，高育仁參選第七屆臺南縣縣長，成功當選。
在縣長任內，由於國民黨對地方派系的整頓，高育仁相對劉博文受到地方派系對立的影響較少，施政上較得心應手。:52此外高育仁協調能力，因此縣府與議會關係良好。任內縣府預算都獲縣議會支持，在三年縣政中，每年預算都獲議會百分之百通過。:180也受到中央高層注目。
雖然臺灣時報社出版的《政海浮沉錄》稱「高育仁對建設臺南縣的成績是極斐然可觀的...」等語，:179-180然而書中所列的政績，如連接曾文、烏山頭及白河三水庫那兩條觀光道路部分，到高氏調升時路還沒鋪好；而有關「過去臺南縣無工業區，在高育仁任內開發三個工業區」:179部分，經查對高氏於1976年5月施政報告所提，只有官田鄉二鎮工業區在1976年底才有第一期工程完工，其餘兩個工業區（龍崎鄉番社工業區、永康鄉車行工業區）一個還在開發，另一個還在規劃；在續修臺南縣志方面，各縣市於1975年度編列預算纂修，計畫則到1980年6月底，即楊寶發任內才完工。前後六年餘才完成，政績很難由高氏獨攬。:52-53
高育仁調升內政部常次的原因除了「政績特優」外，其實還有個人際遇的理由：當時內政部長張豐緒與一位雷姓常務次長理念不合，雷姓次長請辭獲准。而高育仁是張豐緒在臺灣大學讀書時的學弟，所以將其延攬入內政部。:52-53

## 中央仕途
1976年7月9日，高育仁獲內政部長張豐緒延攬為內政部常務次長。1978年轉任中國國民黨中央委員會秘書處主任。1978年省政府改組時，由主席林洋港調任為省府委員兼民政廳廳長。
1981年，高育仁回台南縣參選第七屆台灣省議員，在國民黨輔選下於12月當選省議員。並且當選臺灣省議會第七屆議長。在議長任內高育仁積極關心台南縣地方事務，也使得台南縣出現不屬原來地方派系的「高派」。1985年高育仁連任議長。1989年獲聘國策顧問。
1992年，高育仁參選二屆立委選舉，當選立委。當時國民黨內正值二月政爭後，「主流派」與「非主流派」的鬥爭。二屆立委選舉選後，國民黨雖遭嚴重挫敗，然而「非主流派」多位候選人卻紛紛當選。「非主流派」決定化被動為主動，尋求「主流派」中較有政治企圖心的實力人物合作。如果能輔選出對「非主流派」有利的立法院正副院長，則郝柏村的閣揆之位或許還能守住。:214最後「非主流派」選定爭取省主席未果的新科立委高育仁，高育仁獲得「非主流派」支持後，亦回報支持「非主流派」大將關中競選副院長。:214唯「主流派」在宋楚瑜領軍下，強力輔選劉松藩與王金平，在立院正副院長選戰中擊敗「高關配」。「非主流派」在高育仁串連失敗後，郝柏村見大勢已去。於1月30日發表辭職聲明，宣布不再繼續擔任行政院院長。:214-215
高育仁之後連任三、四、五屆立委。

## 所涉爭議

### 與外遇小三之糾紛
高育仁於解嚴前的1982年在力霸集團創辦人王又曾私人招待所認識當時小有名氣的女星王品芳（王品方，本名王麗娟，當時以「王丹如」、「葉怡姍」為藝名），後來成為婚外情對象，高育仁被指欲與王分手時動用警界關係處理，王品方也因討公道而挨打，直至王品方於1986年突然因毫無直接證據的指控而被羈押禁見入獄，皆有當年緋聞相關報導與判決書等記錄。

### 違反《公職人員利益衝突迴避法》
2014年2月，台灣團結聯盟秘書長林志嘉、立法委員賴振昌、周倪安等指控高育仁所經營之高氏企業轉投資並掌控的威創科技公司於朱立倫擔任公職13年間承接政府50項標案、金額破11億8千元，「朱立倫官做越大，岳父錢賺越多」。朱立倫擔任行政院副院長時和內政部具有監督的關係，營利事業威創卻於2010年3月違反《公職人員利益衝突迴避法》參與投標承包內政部警政署設備標案並以75萬餘得標。在朱立倫辭去副院長職務不到一個月的時間內，威創隨即於2010年6月標得國防部金額高達兩億六千八百五十萬元之設備標案，次月又標下台電金額一千七百六十餘萬元的工程標案，承接標案還包括交通部、中華電信等，更涉入軍火業，行徑大膽不避嫌地與民爭利，法務部廉政署亦明確表示此行為已違反利益衝突迴避。

### 缺乏專業卻強標國防裝備案致建軍備戰延宕
2013年，高育仁家族掌控之威創科技，多次插手國防工業，雖明知無軍武相關專業卻以低價搶標國防組件，遭質疑是因後台靠山。但標到了卻做不出來、無法如期於2014年交貨並通過驗證，甚至推卸責任、要求拿回千萬元押標金，嚴重影響國軍換裝進度與國家安全.。

### 被指違法向中國大陸出賣臺灣農業技術
2014年11月，台北市議員候選人王奕凱與新北市議員候選人臧家宜（記者/作家）至臺北地檢署按鈴申告高育仁及連戰前重要幕僚孫明賢涉嫌違反《兩岸關係條例》將台灣精緻農業技術輸出中國大陸賣錢，其中多項涉及生物育種及表列禁止投資項目，包含稻米、蔬菜等。

### 被指涉入李全教賄選案
臺南市市長賴清德、立委段宜康等指控朱立倫的岳父高育仁、立法院院長王金平、周五六、李和順等於2014年底在幕後操盤賄選，在台南市議長選舉期間都曾在台南替李全教請託相關議員。高育仁姪女高瑞貞隨被李全教安排擔任機要秘書。

## 家庭
- 父親：高錦德（1904年10月30日—2008年2月17日），為政壇元老，東京帝國大學財經所畢業，曾任臺南縣政府財政科長兼稅捐稽徵處處長與代理臺南縣縣長，1956年退休，2008年逝世。曾擔任大興建設公司董事長，承租台北鐵道站前飯店基地。1960年，與其子高育民涉及詐騙掏空案，遭判刑。高錦德與其子女之間曾在2002年時因爭產問題而引起一陣風波，而創下102歲的高錦德被告的記錄。
- 妹妹高懿惠嫁給前台南市議長王奕棋。
- 女兒：高婉倩，美國哥倫比亞大學教育學博士班畢業。
- 女婿：朱立倫（高婉倩之夫），為前任新北市市長。曾任行政院副院長、桃園縣縣長、立法委員、中國國民黨主席等職務。
- 兒子：高思博，曾任蒙藏委員會委員長、行政院政務委員、臺南市選區立法委員等職務。
- 兒子：高思復，倫飛電腦總經理。